# Kosteantîniv, Nedrîhailiv
Kosteantîniv (în ucraineană Костянтинів) este un sat în comuna Kulișivka din raionul Nedrîhailiv, regiunea Sumî, Ucraina.

## Demografie
Componența lingvistică a localității Kosteantîniv
     Ucraineană (98,76%)
     Rusă (1,24%)
Conform recensământului din 2001, majoritatea populației localității Kosteantîniv era vorbitoare de ucraineană (98,76%), existând în minoritate și vorbitori de rusă (1,24%).